# Rewolwer Röhm RG-14

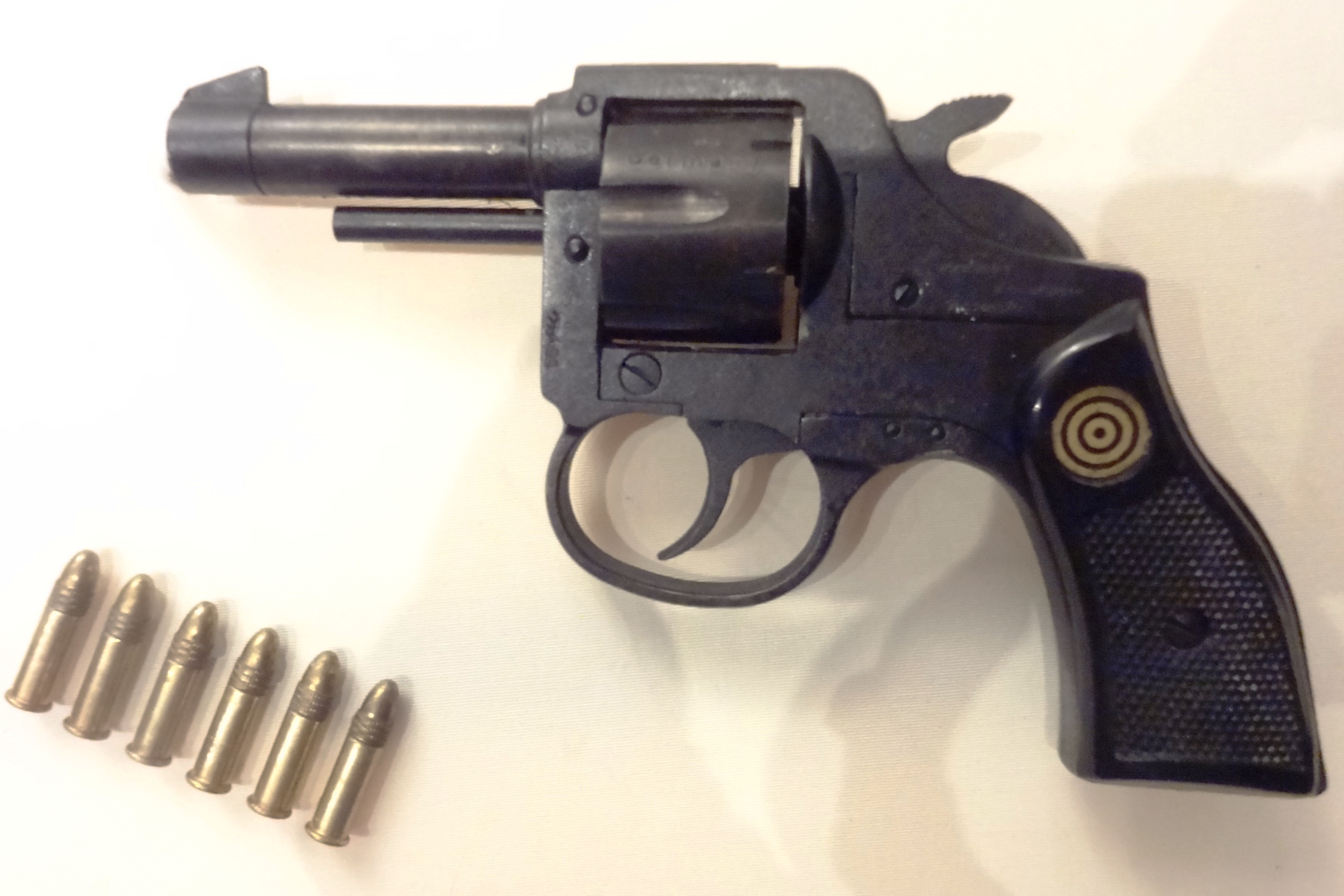
Rewolwer Röhm RG-14 eksponowany w Ronald Reagan Presidential Library, podobny do tego, którego John Hinckley Jr. użył podczas zamachu na prezydenta USA Ronalda Reagana 30 marca 1981 roku

Röhm RG-14 – niemiecki sześciostrzałowy rewolwer podwójnego działania kalibru 5,6 milimetra, dawniej produkowany i sprzedawany przez przedsiębiorstwo Röhm Gesellschaft z Sontheim an der Brenz w Niemczech. 
Rewolwer zyskał światową sławę 30 marca 1981 roku, gdy John Hinckley Jr. użył go w celu zastrzelenia prezydenta Stanów Zjednoczonych Ronalda Reagana. Do 1968 roku broń była produkowana w Niemczech. Gun Control Act of 1968 uniemożliwił jej import do Stanów Zjednoczonych, co spowodowało że była produkowana w fabryce Röhm Gesellschaft w Miami na Florydzie.

## Opis
Röhm RG-14 jest potocznie znany jako „Saturday night special”, co oznacza ogólną kategorię taniej, niskiej jakości broni krótkiej. Szkielet wykonany jest ze stopu cynku, ze stalową lufą, kurkiem i spustem. Rewolwer przeznaczony jest do strzelania nabojami .22 Short, .22 Long lub .22 Long Rifle. 
Röhm RG-14 ma wysuwany bęben, który przymocowany jest do szkieletu za pomocą sworznia przechodzącego przez jego długość, a nie zatrzasku pod lufą, jak to zwykle bywa w rewolwerach podwójnego działania. Aby załadować broń, użytkownik musi odkręcić i wyjąć sworzeń, wychylić bęben i włożyć nabój do każdej komory, a następnie zatrzasnąć go i wkręcić sworzeń z powrotem na miejsce. Röhm RG-14 nie ma również wyrzutnika, co oznacza, że każdą zużytą łuskę lub niewystrzelony nabój należy ręcznie wypchnąć z bębna za pomocą sworznia lub podobnego narzędzia podczas rozładowywania/przeładowywania. 
Röhm RG-14 jest dostępny w konfiguracji z krótką lufą o długości 3,8 centymetra, a także w bardziej typowej konfiguracji z lufą o długości 7,6 centymetra.